# Roth (Baviera)
Roth è una città tedesca di 25 405 abitanti, situata nel Land della Baviera.

## Frazioni e quartieri
La città è composta dai seguenti 30 fra quartieri e frazioni:
| - Barnsdorf - Belmbrach - Bernlohe - Birkach - Brückleinsmühle - Eckersmühlen - Eichelburg - Eisenhammer an der Roth - Finstermühle - Haimpfarrich | - Harrlach - Hasenbruck - Heubühl - Hofstetten - Kiliansdorf - Kupferhammer an der Roth - Leonhardsmühle - Meckenlohe - Obere Glasschleife - Obersteinbach an der Haide | - Pfaffenhofen - Pruppach - Roth - Rothaurach - Untere Glasschleife - Unterheckenhofen - Untersteinbach an der Haide - Wallersbach - Wallesau - Zwiefelhof |

## Infrastrutture e trasporti
È capolinea della linea S3 della S-Bahn di Norimberga.

## Sport
Ha ospitato i campionati europei di triathlon middle distance del 1987 ed i campionati europei di triathlon long distance del 2012.